# Gymnastique aérobic
L'aérobic sportive, également développée par la FIG sous le nom de gymnastique aérobic, est une forme compétitive de l'aérobic. Il s'agit de présenter une chorégraphie comprenant 6 à 10 éléments de difficultés (code de pointage), un enchaînements de mouvements complexes sur des musiques différentes et rapides (notes technique et artistique) sur une surface de 10 m sur 10 m par équipe et de 7 m sur 7 m pour les gymnastes de moins de 12 ans ou les solos. Plusieurs types de difficultés sont présentes dans une chorégraphie, il y a 4 catégories de difficultés: Groupe A – Force dynamique Groupe B – Force statique Groupe C – Sauts
Groupe D – Equilibre et souplesse.

## Origine de la gymnastique aérobique
L'aérobic sportive puise ses origines dans l'aérobic traditionnelle. Inventé par le médecin Kenneth Cooper, le terme aerobics fait son apparition aux États-Unis en 1968. Cooper crée par la même occasion un laboratoire de recherches spécifiques à cette discipline, baptisé le Cooper Institute for Aerobic Research, installé à Dallas. En France, il faudra attendre 1979 pour voir apparaître le terme aérobic. 
La gymnastique aérobic est devenue une discipline sportive officielle avec ses règlements, la participation des nations des cinq continents, ses stages, ses formations, son calendrier et ses compétitions. La Fédération internationale de gymnastique (FIG) a organisé les premiers championnats du monde d'aérobic sportive à Paris du 15 au 17 décembre 1995.
Par un arrêté du 1er juillet 2008, la gymnastique aérobic a reçu l’agrément du ministère français de la Jeunesse et des Sports. L'arrêté porte création de la mention « gymnastique aérobic » du diplôme d'État supérieur de la jeunesse, de l'éducation populaire et du sport spécialité « performance sportive ».

## Composition
La gymnastique aérobique se caractérise par un enchaînement de mouvements complexes et de grande intensité effectués en musique. Un exercice, d'une durée de 1 minute et 15 secondes (plus ou moins 5 secondes), doit démontrer créativité, souplesse, équilibre, force, explosivité et dynamisme tant par les sauts que par les éléments en appui facial. Chaque gymnaste est évalué en artistique (A), exécution (E) et difficulté (D).

### Difficultés
Il existe quatre grands groupes de difficultés : celui des forces dynamiques (ex. : les pompes) ; celui des forces statiques (ex. : l’équerre) ; celui des sauts (ex. : le saut carpé écarté, le shoushounova) ; celui de la souplesse et de l’équilibre (ex. : le grand écart, le pivot ou l’illusion, qui est une pirouette renversée). Une difficulté de chacun de ces groupes doit figurer dans les programmes présentés aux juges.

## Catégories de compétition FFG (Fédération française de gymnastique)
Il y a trois niveaux de difficulté : Trophée fédéral, national B et national A.
Le Trophée Fédéral:
Ce premier niveau se pratique par groupes mixtes ou non-mixtes de 6 à 12 gymnastes.

### Catégories Trophée fédéral
- Découverte (10 à 13 ans)
- Junior (14 à 17 ans)
- Senior (18 à 30 ans)
- Passion (30 ans et +)

### Le national B
Ce niveau intermédiaire offre plus de possibilités et se pratique en :
- Ensembles mixtes ou non :
  - groupes de 5 ou 6 gymnastes
- Solos masculins ou féminins

#### Catégories national B
- Benjamin (9 à 10 ans)
- Espoir (11 à 14 ans)
- Junior (15 à 17 ans)
- Senior (18 et + ans)

Dans cette catégorie, les chaussures toutes blanches sont obligatoires, de même que le justaucorps, et un chignon serré.

### Le National A
C'est le niveau le plus élevé, régi par le code FIG. Il s’adresse également aux solos et ensembles mixtes ou non-mixtes, mais les groupes doivent être impérativement composés de 5 ou 6 gymnastes.
Au niveau national, la gymnastique aérobic est divisée en deux parties :
- l’Élite, réservé aux gymnastes des pôles espoirs et l’Équipe de France
- le National, réservé aux gymnastes qui ne font pas partie des pôles espoirs

### Catégories nationales A
- Benjamin (9 à 10 ans)
- Espoir (11 à 14 ans)
- Junior (15 à 17 ans)
- Senior (18 et +)

Lien du Pôle espoir de France à Aix-les Bains